# Arquebisbat de Xalapa
L'arquebisbat de Xalapa (castellà: Arquidiócesis de Jalapa, llatí: Archidioecesis Ialapensis) és una seu metropolitana de l'Església Catòlica a Mèxic que pertany a la regió eclesiàstica Golfo. Al 2013 tenia 1.206.000 batejats sobre una població de 1.272.000 habitants.

## Territori
L'arxidiòcesi comprèn part de l'estat mexicà d'Veracruz.
La seu arxiepiscopal és a la ciutat de Xalapa-Enríquez (fins al 1821 anomenada "Antequera"), on es troba la catedral de la Immaculada Concepció de Maria Verge.
El territori s'estén sobre 13.000 km², i està dividit en 83 parròquies.

### Província eclesiàstica
La província eclesiàstica, instituïda el 1891, comprèn les següents circumscripcions eclesiàstiques:
- el bisbat de Coatzacoalcos,
- el bisbat de Córdoba,
- el bisbat d'Orizaba,
- el bisbat de Papantla,
- el bisbat de San Andrés Tuxtla,
- el bisbat de Tuxpan,
- el bisbat de Veracruz

## Història
La bisbat de Veracruz va erigir-se el 5 de gener de 1844 mitjançant la butlla Quod olim del Papa Gregori XVI, amb territori pres del bisbat de Tlaxcala (avui arquebisbat de Puebla de los Ángeles). Aquesta butlla no tingué aplicació pràctica i la diòcesi romangué vacant.
El 19 de març de 1863 va ser novament erigida la diòcesi de Veracruz-Jalapa, prenent el territori de les diòcesis d'Antequera (avui arxidiòcesi) i de la diòcesi de Tlaxcala. Originàriament era sufragània de l'arquebisbat de Mèxic.
El 24 de novembre de 1922 cedí una porció del seu territori a benefici de l'erecció del bisbat de Papantla.
El 29 de juny de 1951 va ser elevada al rang d'arxidiòcesi metropolitana.
El 23 de maig de 1959 i el 9 de juny de 1962 cedí més porcions de terra per al benefici de la creació de, respectivament, dels bisbats de San Andrés Tuxtla i de Veracruz. En ocasió d'aquesta darrera cessió la darrera assumí el nom actual.
El bisbe Rafael Guizar y Valencia va ser beatificat pel Papa Joan Pau II el 29 de gener de 1995 a la Basílica de Sant Pere, sent finalment va ser canonitzat per Benet XVI el 15 d'octubre de 2006. Sepultat a la catedral de Xalapa, és el primer bisbe nat a l'Amèrica Llatina en ésser canonitzat.
El 15 d'abril de 2000 l'arxidiòcesi cedí una nova porció del seu territori a benefici de l'erecció de les diòcesis de Córdoba i d'Orizaba.

## Cronologia episcopal
- Francisco de Paula Suárez Peredo y Bezares † (19 de març de 1863 - 26 de gener de 1869 mort)
- José María Mora y Daza † (21 de març de 1870 - 14 de novembre de 1884 nomenat bisbe de Tlaxcala)
- José Ignacio Suárez Peredo y Bezares † (17 de març de 1887 - 26 de març de 1894 mort)
- Joaquín Acadio Pagaza y Ordóñez † (18 de març de 1895 - 11 de setembre de 1919 mort)
- San Rafael Guizar y Valencia † (1 d'agost de 1919 - 6 de juny de 1938 mort)
- Manuel Pío López Estrada † (11 d'octubre de 1939 - 18 d'abril de 1968 jubilat)
- Emilio Abascal y Salmerón † (18 d'abril de 1968 - 12 de març de 1979 mort)
- Sergio Obeso Rivera (12 de març de 1979 - 10 d'abril de 2007 jubilat)
- Hipólito Reyes Larios, des del 10 d'abril de 2007

## Estadístiques
A finals del 2013, la diòcesi tenia 1.206.000 batejats sobre una població de 1.272.000 persones, equivalent al 94,8% del total.
| any  | població  | població  | població | sacerdots | sacerdots       | sacerdots       | sacerdots             | diaques | religiosos | religiosos | parròquies |
| ---- | --------- | --------- | -------- | --------- | --------------- | --------------- | --------------------- | ------- | ---------- | ---------- | ---------- |
| any  | batejats  | total     | %        | total     | clergat secular | clergat regular | batejats por sacerdot | diaques | homes      | dones      |            |
| 1950 | 1.040.000 | 1.100.000 | 94,5     | 174       | 160             | 14              | 5.977                 |         | 14         | 340        | 76         |
| 1965 | 900.000   | 940.000   | 95,7     | 177       | 153             | 24              | 5.084                 |         | 44         | 465        | 82         |
| 1968 | 1.134.000 | 1.254.000 | 90,4     | 179       | 163             | 16              | 6.335                 |         | 32         | 450        | 71         |
| 1976 | 1.283.734 | 1.324.800 | 96,9     | 171       | 163             | 8               | 7.507                 |         | 17         | 453        | 95         |
| 1980 | 1.228.075 | 1.420.000 | 86,5     | 188       | 180             | 8               | 6.532                 |         | 17         | 505        | 108        |
| 1990 | 2.039.881 | 2.310.640 | 88,3     | 223       | 212             | 11              | 9.147                 |         | 23         | 467        | 125        |
| 1999 | 1.942.502 | 2.201.612 | 88,2     | 259       | 248             | 11              | 7.500                 |         | 17         | 470        | 129        |
| 2000 | 908.292   | 978.144   | 92,9     | 157       | 146             | 11              | 5.785                 |         | 19         | 215        | 53         |
| 2001 | 1.022.143 | 1.278.144 | 80,0     | 135       | 131             | 4               | 7.571                 |         | 6          | 296        | 56         |
| 2002 | 1.009.128 | 1.081.685 | 93,3     | 135       | 130             | 5               | 7.475                 |         | 9          | 301        | 61         |
| 2003 | 989.210   | 1.073.148 | 92,2     | 142       | 132             | 10              | 6.966                 |         | 14         | 346        | 65         |
| 2004 | 995.498   | 1.062.664 | 93,7     | 148       | 137             | 11              | 6.726                 |         | 21         | 340        | 68         |
| 2006 | 1.105.000 | 1.156.000 | 95,6     | 144       | 135             | 9               | 7.673                 |         | 19         | 290        | 71         |
| 2013 | 1.206.000 | 1.272.000 | 94,8     | 154       | 150             | 4               | 7.831                 |         | 4          | 310        | 83         |